# Telangana
Il Telangana (in telugu తెలంగాణ, Telaṁgāṇa; in urdu تلنگانہ‎?) è uno stato dell'India, istituito in forma ufficiale il 2 giugno 2014, separandosi dallo Stato dell'Andhra Pradesh. Il suo capoluogo è Hyderabad.

## Storia
Da quando nel 1956 il Telangana era stato unito con lo Stato dell'Andhra per formare l'Andhra Pradesh, ci furono molte agitazioni tra gli abitanti. Il 9 dicembre 2009 il governo dell'India annunciò il processo di formazione dello Stato del Telangana, bloccando però l'iter due settimane dopo a causa delle violente proteste avvenute in Coastal Andhra e Rayalaseema. La sua nascita è stata sancita il 30 luglio 2013 del Partito del Congresso, che ha annunciato di formare il Telangana come ventinovesimo Stato della Repubblica d'India. I passi per la creazione del nuovo Stato hanno richiesto un processo elaborato, concluso nel 2014 con l'approvazione, da parte dei due rami del Parlamento e del presidente dell'India, della legge che separa il Telangana dall'Andhra Pradesh.

## Geografia antropica

### Suddivisioni amministrative
Lo Stato del Telangana era diviso, fino al 2016, in 10 distretti.
| Distretto   | Capoluogo   | Superficie  |
| Adilabad    | Adilabad    | 16.105 km²  |
| Hyderabad   | Hyderabad   | 217 km²     |
| Karimnagar  | Karimnagar  | 11.823 km²  |
| Khammam     | Khammam     | 16.029 km²  |
| Mahbubnagar | Mahbubnagar | 18.432 km²  |
| Medak       | Sangareddy  | 9.699 km²   |
| Nalgonda    | Nalgonda    | 14.240 km²  |
| Nizamabad   | Nizamabad   | 7.956 km²   |
| Rangareddy  | Hyderabad   | 7.493 km²   |
| Warangal    | Warangal    | 12.846 km²  |
| Telangana   | Hyderabad   | 114.840 km² |

Successivamente, in seguito ad una riforma amministrativa del territorio, sono stati creati numerosi altri distretti, fino ai 33 di oggi.

Mappa dei distretti al 2021.